# مقبرة 49
المقبرة رقم 49 و المعروفة علمياً بالرمز KV49 هي مقبرة مصرية قديمة تقع في وادي الملوك في مصر. هي مقبرة نمطية من الأسرة الثامنة عشرة. ربما اُستخدمت لترميم المومياوات لاحقا زمن المملكة الحديثة.
لم يكتمل بناء المقبرة، وتوقف العمل بها حيث كان بئر السلم في الغرفة ج في مرحلة القطع.

## روابط خارجية
- مشروع رسم خرائط طيبة: kv49 - يتضمن خرائط تفصيلية لمعظم المقابر.